# Neprůstřelný mnich
Neprůstřelný mnich (v anglickém originále Bulletproof Monk) je americko-kanadský akční film z roku 2003. Režisérem filmu je Paul Hunter. Hlavní role ve filmu ztvárnili Chow Yun Fat, Seann William Scott, Jaime King, Karel Roden a Victoria Smurfit.

## Obsazení
| Chow Yun Fat        | mnich            |
| Seann William Scott | Kar              |
| Jaime King          | Jade             |
| Karel Roden         | Strucker         |
| Victoria Smurfit    | Nina             |
| Roger Yuan          | starý mnich      |
| Mako Iwamatsu       | Kojima           |
| Marcus Jean Pirae   | mistr Funktastic |